# 四馬戰車

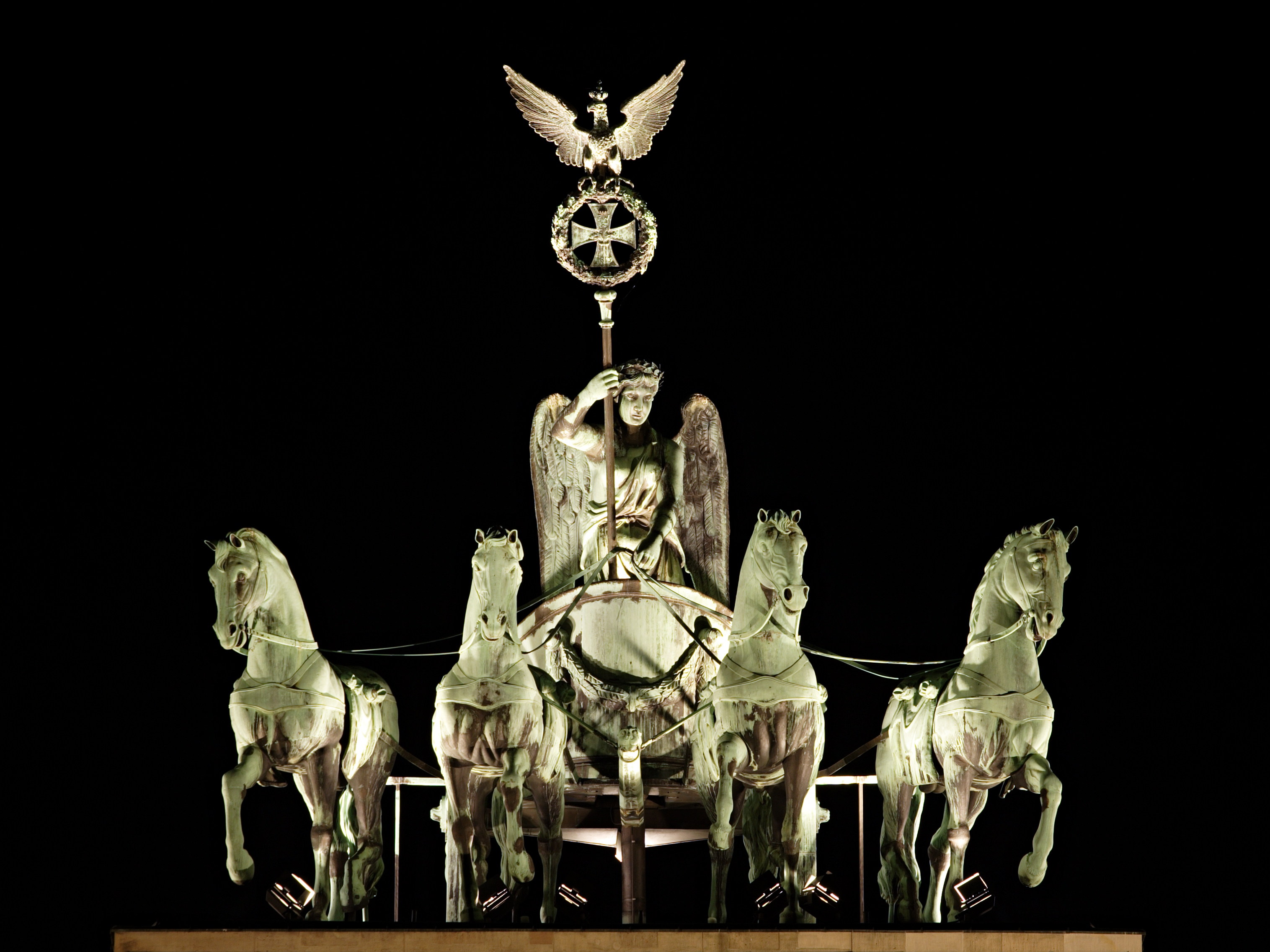
四馬戰車，德國柏林，勃蘭登堡門

四馬戰車（拉丁語：quadriga，羅馬化：téthrippos），是古羅馬用四匹馬拉起的戰車，常出現在當時的奧運會上。此类雕塑常见于欧洲，通常与胜利女神组合，在纪念战争胜利所建造的建筑物上常见，与凯旋门类似。

## 著名雕像

### 威灵顿拱门
英国伦敦威灵顿拱门的四马战车为欧洲最大。

### 勃兰登堡门
位於德國柏林勃蘭登堡門上的戰車由普魯士國王腓特烈·威廉二世為紀念和平而下令於1788年至1791年間建造。
它在二戰遭到嚴重損壞，而在戰後的兩德時期則被旁邊的柏林牆圍住。這個區域在1989年柏林牆倒下時受到了媒體極大的關注，在1990年兩德統一時也是。
普魯士在1806年輸掉了耶拿會戰後，拿破崙成為了第一個在勃蘭登堡門舉辦勝利遊行的人，他同時也把雙輪戰車運到巴黎去。拿破崙於1814年戰敗，普魯士在佔領巴黎期間把雙輪戰車運回柏林，並把此門再設計成普魯士的凱旋門。此門於2000年至2002年期間進行整修，成為了現今的模樣。

## 中国

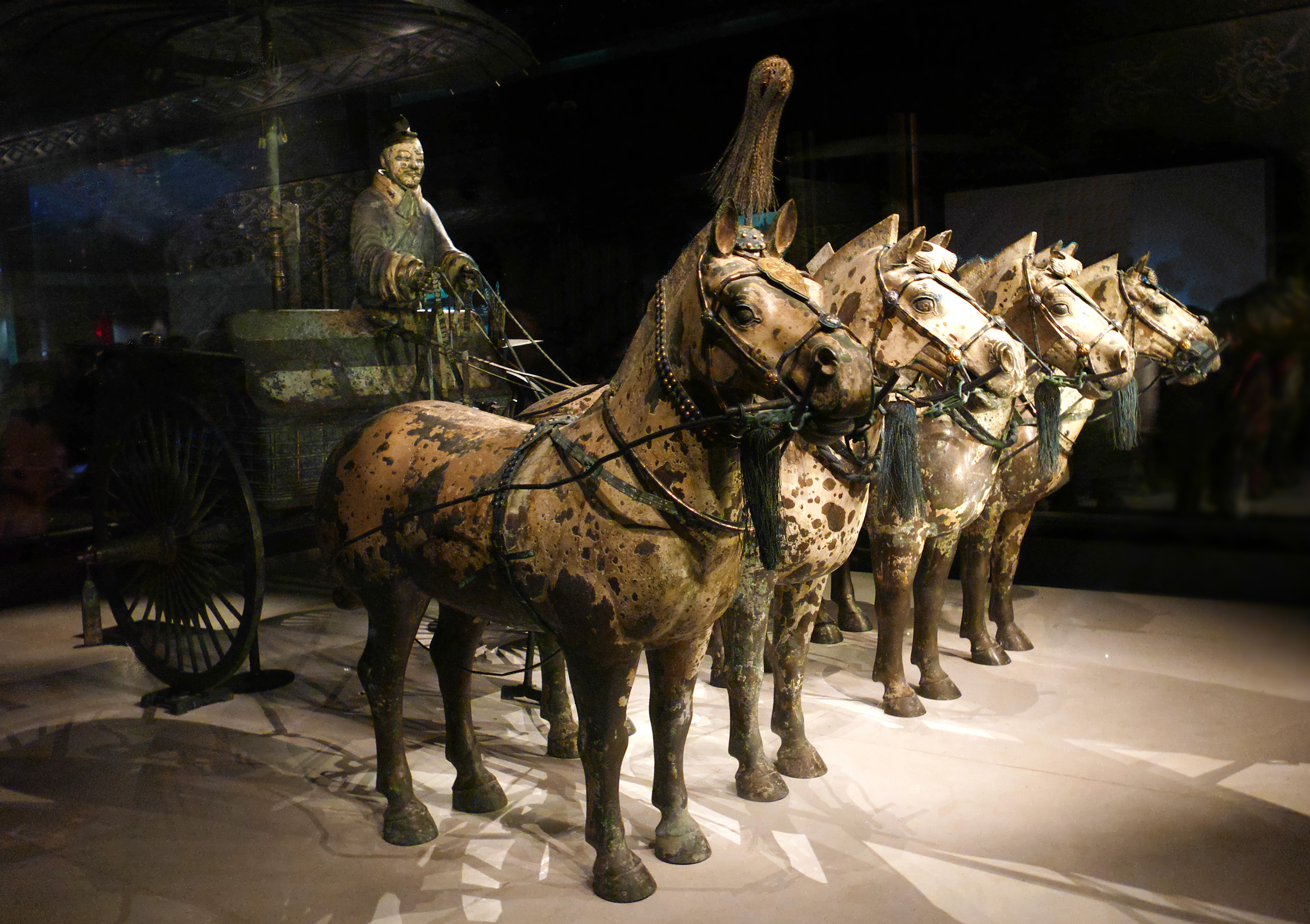
《诗经》中提到“驷驖”

中国古代，特别是战国至西汉时期，也有在战场上使用四匹马并肩拉动的马车，古称“驷”。

## 参阅
- 三驾马车，俄语：，羅馬化：troiyka，东斯拉夫民族（特别指沙俄帝国时期）传统上使用的三马并肩拉动的马车